# Submundo (serie de televisión)
Submundo (en hangul, 파인: 촌뜨기들; romanización revisada, Pain: chontteugideul; literalmente, «Bien: los pueblerinos») es una serie de televisión surcoreana en once capítulos escrita por Kang Yun-seong y Ahn Seung-hwan, dirigida por Kang Yun-seong, y protagonizada por Ryu Seung-ryong, Yang Se-jong e Im Soo-jung. Es una adaptación del webtoon del mismo título original creado por Yoon Tae-ho. Se emitió por la plataforma Disney+ del 16 de julio al 13 de agosto de 2025.

## Sinopsis
Gwan-seok y su sobrino Hee-dong son dos modestos delincuentes dedicados a pequeñas estafas y robos, con los que van manteniendo a su familia. Un día el anticuario Song les propone ir a saquear el pecio de un antiguo barco chino de la dinastía Yuan, hallado en aguas de Sinan en 1977, pues las cerámicas que pueden hallarse en él supoindrán una gran fortuna.
Concuerdan con el presidente Chun que les compre todo lo que encuentren, y así Gwan-seok y Hee-dong parten hacia Mokpo, acompañados y vigilados por Jeon-chul, el hombre de Chun, y Dae-sik, el hombre de Song. De este modo estalla una guerra de nervios entre la tripulación. Además, las duras condiciones del mar complican la situación, así como el hecho de que al llegar a Mokpo se corra la voz, y la gente, atraída por el aroma del dinero, empiece a congregarse. Justo cuando están a punto de recuperar el tesoro, la esposa de Chun, Jung-sook, quien controla las finanzas, corta repentinamente la financiación. Ahora, atrapados en el mismo barco, los saqueadores, cada uno ocultando sus verdaderas intenciones, empiezan a conspirar a espaldas del otro.

## Reparto

### Principal
- Ryu Seung-ryong como Oh Gwan-seok, cabecilla de una banda de patanes del pueblo en la búsqueda de un tesoro escondido.[3][4]

- Yang Se-jong como Oh Hee-dong, el sobrino de Gwan-seok que se une a él en su búsqueda.[5][6]

- Im Soo-jung como Yang Jung-sook, la esposa del presidente Chun, que tiene un instinto excepcional para el dinero.[7][8][9]

- Kim Eui-sung como el profesor Kim, un astuto anticuario de Busan, experto en engaños y estafas.[10]

- Kim Sung-oh como Im Jeon-chul, el chófer del presidente Chun.[11][12]

- Kim Jong-soo como Song Gi-taek, tasador de antigüedades y director de Dongyang Art, una tienda de antigüedades.[13]

- Lee Dong-hwi como Sim Hong-gi, un sargento de policía de Mokpo.[14]

- Jung Yun-ho como Jang Beol-gu, un matón con base en Mokpo.[15][16]

- Kim Min como Park Seon-ja, empleada del Lucky Café.[17]

- Woo Mi-hwa como Madame Jang, la propietaria de una casa de té, el Lucky Café, desde el que domina al vecindario.[18]

- Jang Gwang como Chun Hwang-sik, el presidente de Heungbaek Industries y el principal financiador detrás de la búsqueda del tesoro.[9]

- Hong Ki-joon como Hwang Tae-san, capitán de un barco de Mokpo.

- Woo Hyun como Ha Yeong-soo, un experto en cerámica.

- Im Hyung-joon como Go Seok-bae, un buzo, que trabaja con Gwan-seok y finalmente encuentra el pecio.[19]

- Lee Sang-jun como Na Dae-sik, asistente del señor Song.

### Secundario
- Choi Hee-jin como la esposa de Gwan-seok.[20]
- Son Jong-hak como el presidente Han.
- Park Bo-kyung como la presidente Jin, propietaria de la tienda de ropa de Marilyn, amiga de Jeong-suk.[21]
- Joo Bo-bi como Jong-mal, una empleada del Haengun Dabang.[22]
- Kim Seon-hwa como la abuela Yang, la dueña de Deok-san Antiques, enredada con el profesor Kim en ventas fraudulentas.
- Kwon Dong-ho como Deok-san, el hijo de la abuela Yang, cuyo sueño era convertirse en luchador profesional.[23]
- Won Hyun-jun como el entrenador Kim, que entrena en lucha libre a Deok-san.[24]
- Jeong Ae-hwa como la madre de Beol-gu.
- Noh Jeong-hyeon como Pil-man, un gánster de Beol-gu.
- Hong Jeong-in como Do-hoon, un gánster de Beol-gu.[25]
- Choi Jae-hwan como Noh Sang-bok, sobrino del capitán Hwang.
- Lim Cheol-hyung como el director de la prisión de Mokpo
- Moon Jeong-dae como Kim Myung-goo, miembro del partido gobernante de la Asamblea Nacional.
- Kim Yong-seok como Kim Gun, encargado de vigilar a Jeong-suk por orden del presidente Chun.
- Kim Jin-yeon como Park Gun, encargado de vigilar a Jeong-suk por orden del presidente Chun.
- Lee Soon-won como gerente del gimnasio de boxeo, el hombre casado nuevamente con la exesposa de Song Ki-taek, Ye-jin.
- Jeong Yeong-seop como Choi Dong-geun, detective de la comisaría de Namdaemun.
- Kim Gu-taek como Kim Byeong-sik, profesor del hospital Yulseong y médico del presidente Chun.[26]
- Lee Yong-nyeo como la abuela Park de Myeong-dong, hermana menor de la fallecida exesposa del presidente Chun.
- Min Mu-je como Jo Han-eun, gerente de sucursal.
- Jang Ji-geon como Man-su.
- Yoon Bu-jin como la madre de Hong-gi.
- Kim Eun-bi como el ama de llaves de Yang Jung-sook.[27]

### Apariciones especiales
- Go Yoon como Kang, gerente de Industrias Heungbaek.[28]
- Jin Woo.jin como el capitán Yang.[29]
- Park Sang-myun como el capitán Kim.[29]
- Seo Kyung-seok como el capitán Park.[29]
- Kim Min-jae como un hombre en Deoksan Antiques, hijo adoptivo del jefe de la antigua Yakuza Deok-san.
- Young Tak como el Sr. Choi, funcionario de aduanas (episodio 3).[30]

- Kim Jang-hoon  como el cantante Hyun-in (episodio 7).[31]

- Oh Dal-su como Oh Dong-nam, propietario de la sastrería Haechang.
- Yoon Kyung-ho como Byeong-sik.

## Producción
Submundo es una producción de Whyworks Entertainment para Disney+. Se trata de una adaptación del webtoon del mismo nombre original creado por Yoon Tae-ho, serializado de 2014 a 2015, y basado en el descubrimiento del pecio de un antiguo barco chino de la dinastía Yuan, hallado en aguas de Sinan en 1977. Está dirigida por Kang Yoon-sung, el director de la película The Outlaws en 2017 y la serie La gran apuesta en 2022 y 2023, esta última también para Disney+. El guionista es Yoon Tae-ho, autor de los webtoons Misaeng e Inside Man, origen ambos de dos series de gran éxito.
Yoon Tae-ho comentó acerca de la adaptación de su obra que le había sorprendido la elección de Im Soo-jung como Yang Jung-sook: «en la obra original, Yang Jeong-sook es un personaje muy desdichado que ha tocado fondo. Pero era una actriz que me gustaba mucho, así que esa fue mi primera reacción». También destacó las «magníficas actuaciones» no solo de los protagonistas, sino también de algunos secundarios como Kim Jin-wook y Won Hyun-joon, y por último el descubrimiento de Jung Yunho como actor. 
Kang Yoon-sung presenta la serie como «un drama criminal sobre villanos honestos en busca de un tesoro. El subtítulo era Matones del campo. Decidimos quitarlo, pero aún capta la historia general del drama. La década de 1970, donde se ambienta el drama, fue una época en la que la mayoría de la gente luchaba por llegar a fin de mes. Lo mismo ocurre con los personajes principales. No se trata de villanos malos, sino de villanos que solo intentan ganarse la vida».
En julio de 2023 estaba previsto que Ji Chang-wook protagonizara la serie junto a Ryu Seung-ryong, el primero con el papel de Hee-dong. Sin embargo, el 31 de octubre se publicó que Ji había rechazado el papel y que era probable un retraso en la producción por este motivo. En diciembre del mismo año Yang Se-jong fue anunciado como coprotagonista sustituyendo a Ji Chang-wook.
Medios periodísticos surcoreanos publicaron el 5 de marzo de 2024 que la actriz Im Soo-jung había sido elegida para protagonizar la serie, y que la lectura del guion estaba fijada para el día siguiente. Para Im es su primer trabajo con un servicio OTT.
El rodaje se realizó principalmente en Gwangju, aunque también en Mopko y Busan; estaba en marcha en agosto de 2024 y se preveía su conclusión para el mes de octubre. Al final, aunque estaban programadas ciento veinte sesiones de rodaje, el director logró reducirlas a noventa y nueve, gracias en parte a que las tomas submarinas necesitaron menos tiempo del planeado. El equipo técnico era el mismo que hizo La gran apuesta, lo que también facilitó un rodaje más fluido.
El 15 de abril de 2024 se confirmó su estreno en 2025 en la plataforma Disney+. El 18 de junio de 2025 esta anunció que la serie se lanzaría el 16 de julio. La producción se presentó en conferencia de prensa celebrada el 8 de julio en el hotel Conrad Seoul en Yeongdeungpo-gu, Seúl.

### Banda sonora
El compositor Yoon Il-sang asumió el papel de director musical de la serie. Se preocupó de que la música incluida en la banda sonora fuera coherente con la época en que está ambientada, los años 70 y 80 del siglo xx. Yoon necesitó más de un año y medio en completar la producción, en un trabajo meticuloso en el que seleccionó cuarenta y cinco temas de una lista inicial de cien. Además, tocó un 90 % de los pasajes de guitarra que suenan en la obra.

## Estreno y recepción
Los episodios se lanzaron con cadencia semanal, los tres primeros el 16 de julio, y después dos cada vez los días 23 y 30 de julio y 6 y 13 de agosto.
La serie se clasificó en primer lugar entre los programas de Disney+ en Corea del Sur durante los primeros seis días de emisión, según el servicio de medición para plataformas FlixPatrol. También ocupó la primera posición en Japón y Taiwán. Tras la emisión de sus dos últimos episodios, el balance fue de veinticinco días consecutivos como el programa coreano más visto de Disney+. Además, en la plataforma de análisis de contenido coreano FUNdex alcanzó el primer puesto en la lista de actualidad en la categoría de series de ficción, y en la categoría de actores, Im Soo-jung, Ryu Seung-ryong y Yang Se-jong se situaron en el primer, segundo y tercer puesto, respectivamente. Fueron muchos los comentarios en redes que pedían una segunda temporada.
El éxito de público de la serie tuvo un reflejo sobre el webtoon original, cuyo número de visualizaciones se disparó: según Kakao Entertainment, se multiplicó por 58 en la tercera semana de julio respecto a la tercera semana de junio. Las ventas se multiplicaron por 26 en ese mismo período.

### Crítica
Jang Eun-ji (Sports Donga), que saluda la serie como una obra maestra, evidencia tres de sus elementos que han llamado la atención de muchos espectadores: en primer lugar, el uso del color, con mucho espacio para los colores primarios y por encima de ello un predominio del verde, que según el director Kang fue elegido porque representaba la época, y aparece en lugares clave de la trama, como la posada, el almacén y el ascensor en Mopko. En segundo lugar, el uso intensivo de varias cadencias dialectales por parte de los distintos actores según su lugar de proveniencia. Por último, la expansión de la materia narrativa con respecto al webtoon original, con una mayor descripción de emociones, caracteres y relaciones de los personajes.